# Ophrestia madagascariensis
Ophrestia madagascariensis là một loài thực vật có hoa trong họ Đậu. Loài này được (F.J.Herm.) Verdc. miêu tả khoa học đầu tiên.